# Куцько Владислав Сергійович
Владисла́в Сергі́йович Куцько́ — майор Збройних сил України, учасник російсько-української війни, що відзначився у ході російського вторгнення в Україну. Герой України (2024).

## Життєпис
Під час російського вторгнення в Україну майор Владислав Куцько керував підрозділами, які утримували підступи до дороги Бахмут — Часів Яр, а також тримали оборону на Луганщині. Спланував операцію зі знищення великого складу з боєприпасами, в ході якої знищено 53 противники.

## Нагороди
- Звання Герой України з врученням ордена «Золота Зірка» (24 лютого 2024) — за особисту мужність і героїзм, виявлені у захисті державного суверенітету та територіальної цілісності України, самовіддане служіння Українському народові[2]. Нагороду отримав з рук президента України Володимира Зеленського у Києві 22 квітня 2024 року[1].
- Орден Богдана Хмельницького III ст. (15 квітня 2022) — за особисту мужність і самовіддані дії, виявлені у захисті державного суверенітету та територіальної цілісності України, вірність військовій присязі[3].